# 李鍾贊
李鍾贊（韓語：이종찬，1936年4月29日—），韓国政治家。字桂苑，号森人，本贯庆州。母亲趙季珍是兴宣大院君的外孙女，父亲是独立运动家李会荣之子李圭鶴。

## 生平
中国上海出生。漢城（今首爾）京畿初中和京畿高中毕业，1960年成為大韩民国陆军官校第16期生，1963年获得漢城大学行政大学院硕士学位。1971年获陆军少校军衔，并于1973年任驻英国大使馆参赞。1980年任中央情报部企划協調室室长，并参与创立民主正义党。1981年当选漢城钟路区、中区第11届国会议员，此后连续当选为第12、13、14届国会议员。担任民主正义党院内总务和事务总长。1992年5 月19日，民主自由党召开全党大会，以确定总统候选人，金泳三作为民主自由党总统候选人参加竞选，李钟赞作为金泳三的主要对手，在全党大会前两天，以“选举委员会处事不公”为由宣布放弃了竞选并于8月份退出了民主自由党，与朴哲彦、金龙焕一同创立新韩国党，参加总统竞选，后退出总统选举。
1995年3月加入民主党，1996年作为新政治国民会议候选人参加第15届国会议员选举，但落选。在1997年第15届大选中，金大中当选总统后担任总统职务接管委员会委员长，1998年金大中政府将国家安全企划部改编为国家情报院，出任情报院院长。2000年新千年民主党公荐参加在汉城钟路区第16届国会议员选举，但落选。

## 家属及亲戚
- 祖父：李会荣（이회영，1867 ~ 1932年）
- 叔祖父：李始荣（이시영，1868 - 1953年）
- 父：李圭鶴（이규학，1896 - 1972年）
- 母：趙季珍（조계진，1897 - 1996年）
- 堂弟：李鍾杰（이종걸，1957年5月22日-）

## 学历
- 京畿初中毕业。
- 京畿高中毕业。
- 大韩民国陆军官校第16期。
- 首尔大学行政研究生院毕业（行政学硕士）。